# Oxyporaceae
Oxyporus (Bourdot & Galzin) Donk (napień) – rodzina grzybów z rzędu szczeciniakowców (Hymenochaetales).

## Charakterystyka
Grzyby kortycjoidalne o owocniku jednorocznym lub wieloletnim, rozpostartym lub siedzącym, o konsystencji od włóknistej do zdrewniałej. Powierzchnia sterylna w kolorze białym do głęboko kremowego, omszona i często pokryta glonami. Powierzchnia porów biała do żółtawej, pory przeważnie małe, izodiametryczne lub kanciaste. Kontekst biały do kremowego. System strzępkowy monomityczny do dimitycznego lub pseudodimityczny, generatywne z prostymi przegrodami, przeważnie grubościenne, nieamyloidalne. Cystydy wrzecionowate lub prawie wrzecionowate, grubościenne, często z obficie inkrustowanymi wierzchołkami. Podstawki maczugowate, 4-sterygmowe z prostą przegrodą u podstawy. Bazydiospory kuliste do szeroko elipsoidalnych, gładkie, cienkościenne, szkliste, nieamyloidalne.
Oxyporus charakteryzuje się strzępkami z prostymi przegrodami, obecnością inkrustowanych cystyd i mniej lub bardziej kulistymi bazydiosporami. Nieco podobny jest Rigidoporus, odróżniający się owocnikiem o kolorze ciemnopomarańczowym do brązowego oraz sutkowatymi cystydiolami. Emmia różni się ściśle monomitycznym systemem strzępkowym z lekko amyloidalnymi strzępkami.

## Systematyka i nazewnictwo
Pozycja w klasyfikacji według Index Fungorum: Hymenochaetales, Agaricomycetidae, Agaricomycetes, Agaricomycotina, Basidiomycota, Fungi.
Według Dictionary of the Fungi jest to takson monotypowy zawierający jeden tylko rodzaj:

- rodzaj Oxyporus (Bourdot & Galzin) Donk 1933[3] – napień

Polską nazwę nadał Władysław Wojewoda w 2003 r.
Gatunki występujące w Polsce:
- Oxyporus corticola (Fr.) Ryvarden 1972 – napień wypłowiały
- Oxyporus obducens (Pers.) Donk 1933 – napień rozpostarty
- Oxyporus populinus (Schumach.) Donk 1933 – napień omszony

Nazwy naukowe na podstawie Index Fungorum. Wykaz gatunków i nazwy polskie według Władysława Wojewody.